# 蒋芾
蒋芾（1117年—1188年），字子礼，宋朝常州宜兴县（今江苏省宜兴市）人。
绍兴二十一年（1151年），蒋芾中进士第二。宋孝宗即位，历任起居郎兼直学士院、签书枢密院事，上奏皇帝选将才稳固边防。乾道二年（1166年），担任权参知政事、同知国用事，奏请停止招兵一年半，来省养兵费用。叶颙、魏杞罢相，蒋芾采众论奏《筹边志》，论钱谷不足、兵士不练等事。乾道四年（1168年）二月己亥，拜右仆射、同中书门下平章事兼枢密使。蒋芾母亲去世，宋孝宗诏命他起复，拜左仆射。宋孝宗命大臣议和战，因为争执不下，宋孝宗让蒋芾决断。蒋芾奏“天时人事未至”，和孝宗大举攻金的计划相左，于是十一月甲辰罢相，任观文殿大学士、知绍兴府（治今浙江省绍兴市）、提举洞霄宫。后来因言罢职，居住建昌军。著《逸史》。 

## 延伸阅读
[在维基数据编辑]
 《宋史·卷384》，出自脱脱《宋史》